# Cmentarz żydowski w Kolnie

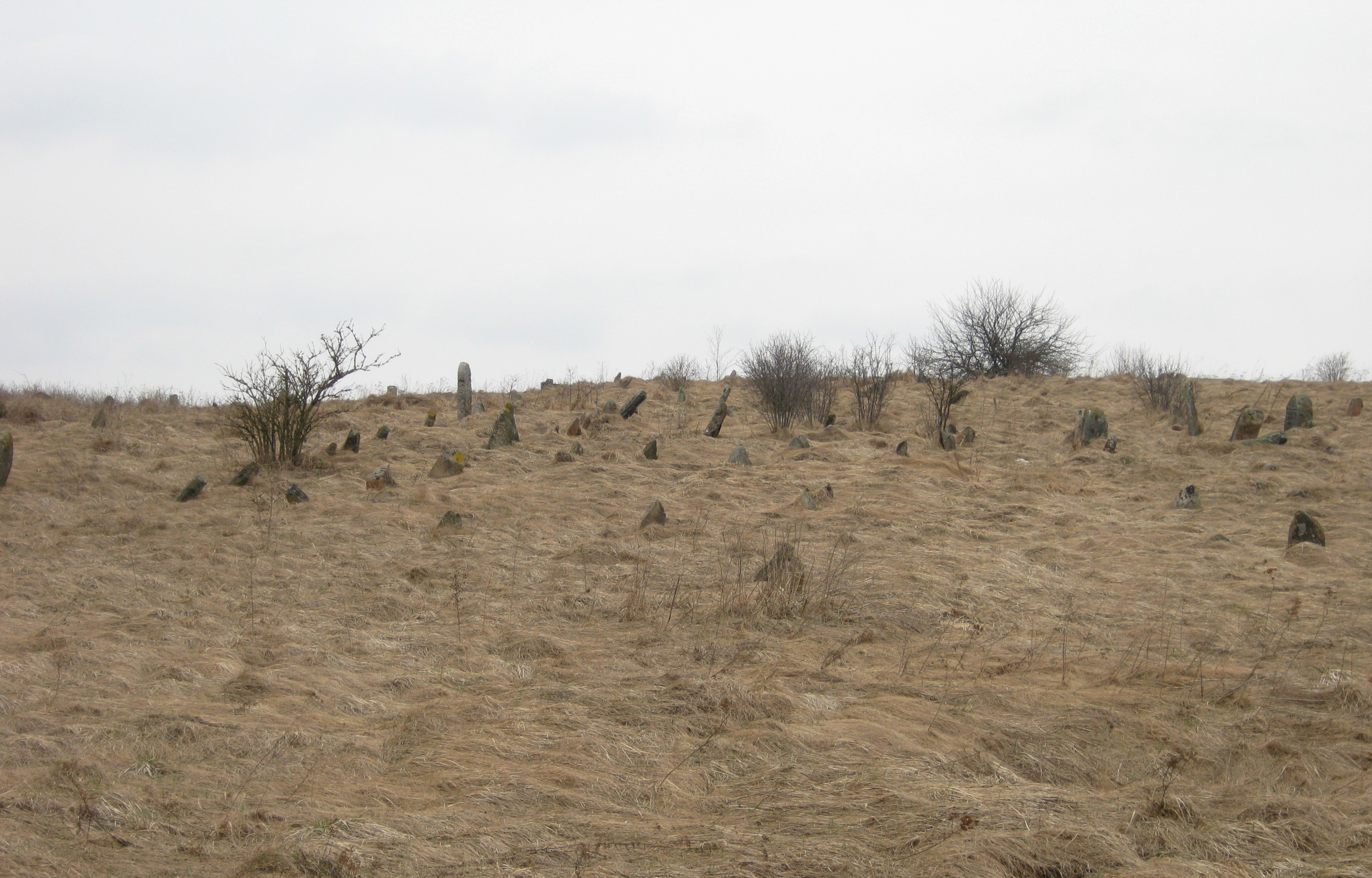
Cmentarz żydowski – widoczne najstarsze nagrobki w części południowej, wykonane z kamieni granitowych

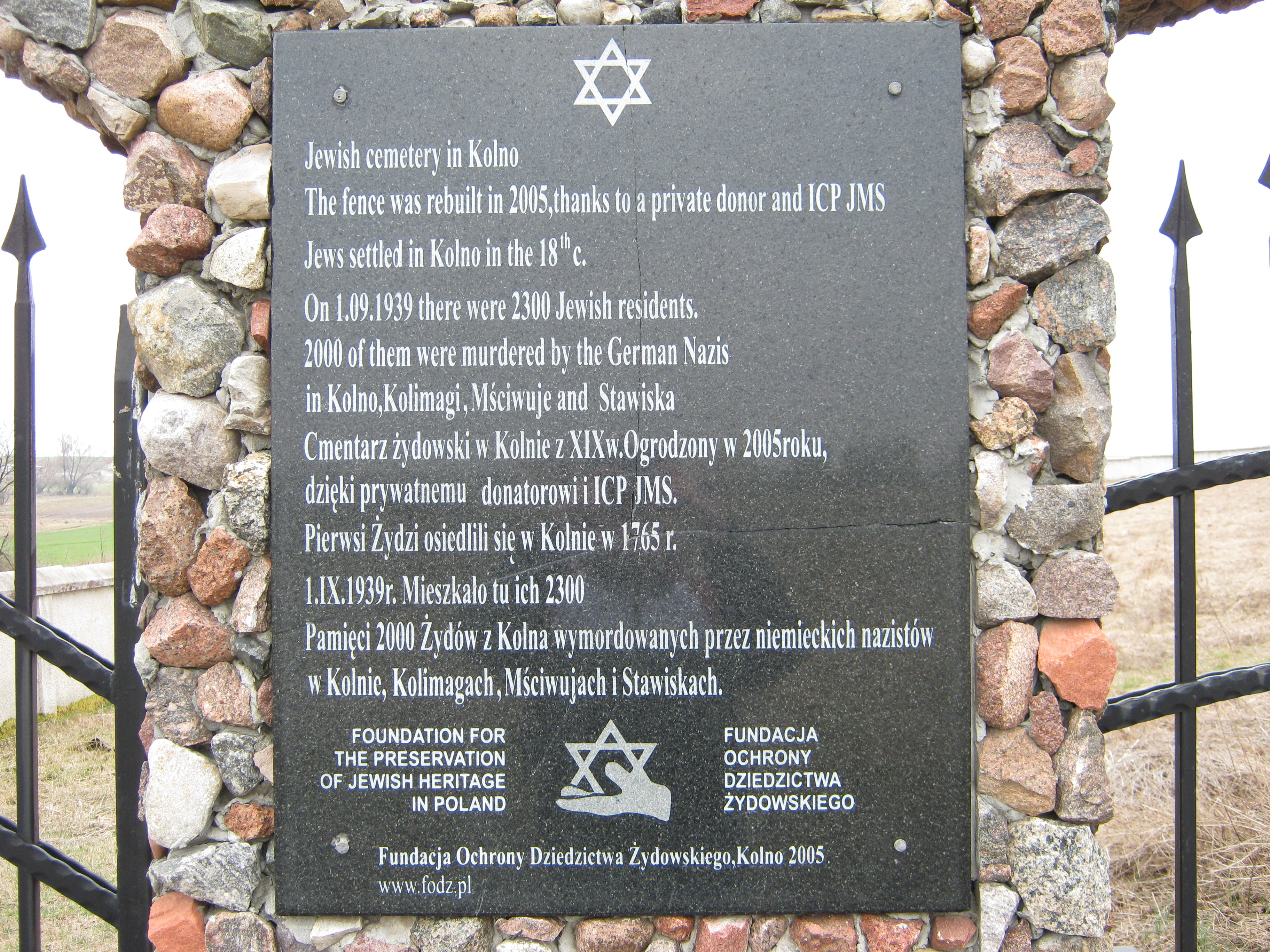
Cmentarz żydowski w Kolnie – tablica 1 (kwiecień 2012, obecnie zniszczona)

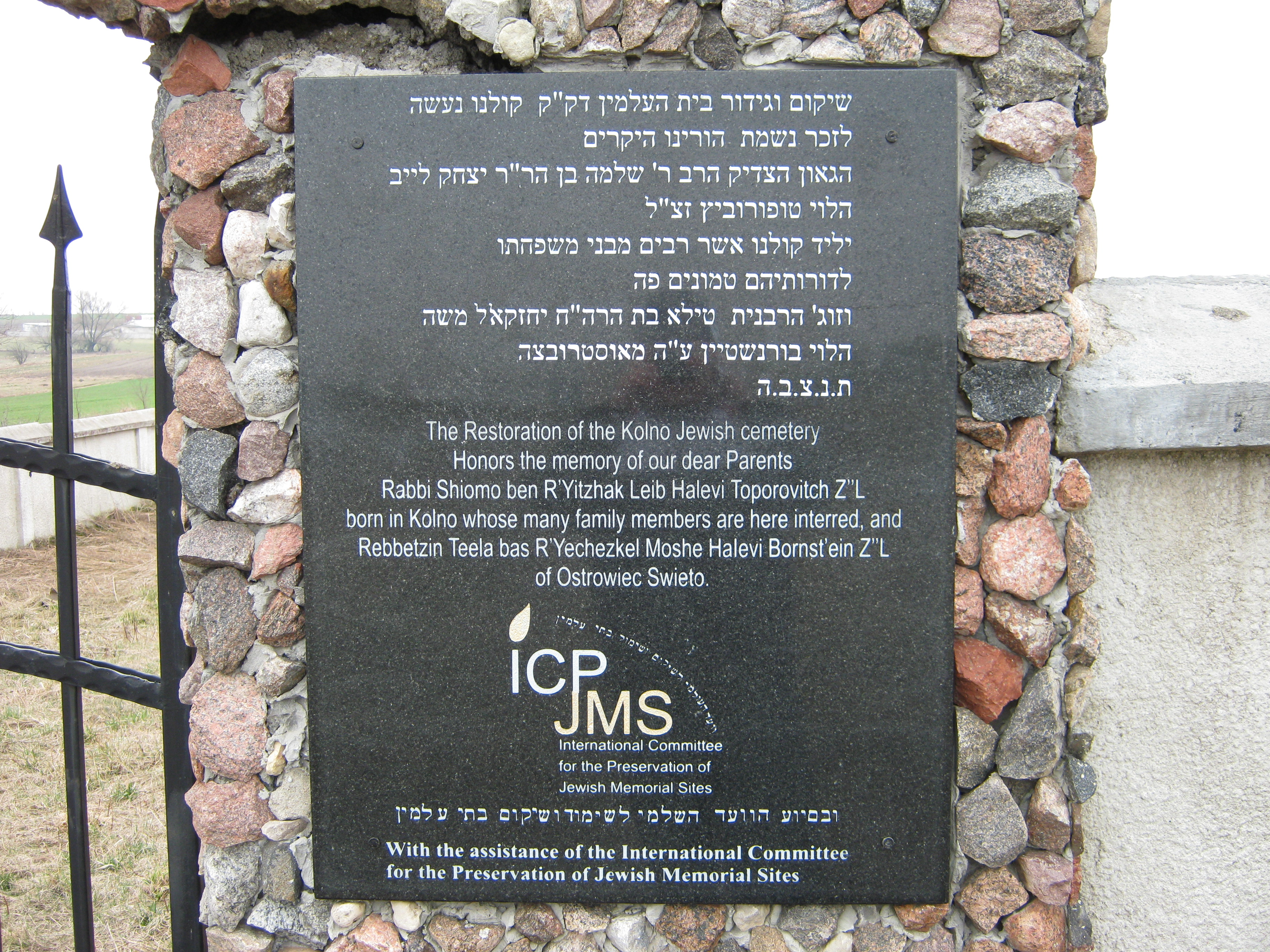
Cmentarz żydowski w Kolnie – tablica 2 (kwiecień 2012, obecnie zniszczona)

Cmentarz żydowski w Kolnie – znajduje się przy ul. Aleksandrowskiej, został założony w roku 1817. Powierzchnia cmentarza obejmuje 1,72 ha, na terenie kirkutu zachowało się około 250 – 300 nagrobków. Dzięki staraniom Fundacji Ochrony Dziedzictwa Żydowskiego przez długie lata pozostający w stanie dewastacji cmentarz, został ponownie ogrodzony i uporządkowany w 2005 roku.
Wcześniej Żydzi z Kolna chowali swych zmarłych w Śniadowie i Łomży.
W lipcu 1941 roku dużą grupę Żydów kolneńskich zapędzono na rynek wokół pomnika Lenina wystawionego po zajęciu miasta przez wojska radzieckie w 1939 r. Żydom nakazano przewrócić pomnik i załadować na wóz jego szczątki, a następnie ciągnąć go z płaczem na cmentarz żydowski. W drodze Niemcy bili ich i strzelali do nich. Zastrzelonych, łącznie ze szczątkami pomnika, pochowano we wspólnej mogile na terenie cmentarza.